# Авенида Энтре-Риос
Авенида Энтре-Риос (исп. Avenida Entre Ríos) — одна из улиц города Буэнос-Айрес, Аргентина. Берет свое название от провинции Аргентины Энтре-Риос. На пересечении с Авенида Сан-Хуан, пересекает линию E метро.

## Описание
Начавшись на границе районов Бальванера, Сан-Николас и Монсеррат, в том месте, где проспект Авенида Ривадавия пересекает проспект Авенида Кальяо; от площади Конгресса и Дворца Национального конгресса. От начала до проспекта Авенида Индепенденсия, служит границей между районами Бальванера и Монсеррат, затем образует границу между районами Конститусьон и Сан-Кристобаль. Проспект заканчивается доходя до Авенида Касерос, продолжаясь уже под названием Авенида Велес Сарсфилд.
Авенида Энтре-Риос начавшись с одного конца площади Конгресса, проходит между Дворцом Конгресса и пересекает  площадь Конгресса. Пересекая улицу Ипполито Иригойена, где находится библиотека Конгресса, начинается её путешествие через цветущие рощи Типу, летом между тротуарами с желтыми цветами.
На углу с улицей Алсина, находится здание великолепной архитектуры, увенчанное куполом, построенное французскими архитекторами для испанской ассоциации Mutual, в этом квартале проживает большое количество испанских иммигрантов осевших здесь в начале двадцатого века. В настоящее время здесь находится несколько старых зданий и малоэтажные коммерческие здания, некоторые современные жилые дома и множество архитектурных достопримечательностей.
На пересечении с Авенида Бельграно, расположено историческое кафе «Ebro» напротив большого супермаркета и филиала сети пиццы. Постепенно, по мере удаления от центра, на проспекте начинается снижение плотности застройки, а также расположены большие фирменные магазины, расположено много исторических зданий в этом квартале. Однако, нет одного стиля застройки проспекта, поэтому жилые многоэтажные здания соседствуют со зданиями колониальной эпохи и зданиями различных стилей: французская, испанская, итальянская архитектура, некоторые из них очень хорошо сохранились, например штаб-квартира университета Favaloro на углу с улицей Венесуэла.
Меркадо Сан-Кристобаль, построенный в 1945 году построенный компанией SEPRA, занимает угол с проспектом Авенида Индепенденсия, далее вниз сеть супермаркетов, построенных здесь с 1990-х годов, далее расположено Кафе Гардель, заведение, которое занимает это место уже сто лет. Еще одна веха на этом участке проспекта внушительный жилой дом, построенный архитектором Гильермо Альваресом в 1930 году, монументальная арка которая выделяет его среди других зданий, расположена на его фасаде.
Пересечение с проспектом Авенида Сан-Хуан имеет большое значение в истории проспекта, здесь в 1977 году был убит писатель и журналист Родольфо Уолш от руки агентов военной диктатуры , в то время, когда он стремился отправить своё письмо во все аргентинские газеты, осуждая коррупцию и процессе Национальной реорганизации. Внушительное здание Национального банка,  рядом с которым находится одним из входов на станцию метро Энтре-Риос/Родольфо Уолш Линии E.
Потом начинается совершенно другой квартал на проспекте Авенида Энтре-Риос, где деревья исчезают, плотность застройки круто падает и расположены обильные невысокие дома и небольшие магазины. В этом квартале, находится железнодорожная станция Контитусьон. В этом месте, в частности, в изобилии встречаются мастерские по ремонту автомобилей, магазины автозапчастей и других услуг в этой области.
Между улицами Кочабамба и Конституции, весь квартал занимает огромное здание школы имени Карлоса Пеллегрини, которое было открыто в 1922 году и где работал Артуро Дреско. Следующий квартал на юг занимает монументальное здание с неоклассической архитектурой в настоящее время принадлежит компании AySA. 
Следующий квартал проспекта Авенида Энтре-Риос, занимают несколько зданий, в то время как проспект граничит с районами Конститусьон и Парке Патрисиос, где расположено здание больницы Garrahan и здание госпиталя Удаондо. После пересечения Авенида Касерос,  Энтре-Риос меняет имя на Авенида Велес Сарсфилд и продолжает свой путь на юг, заканчиваясь на площади Пуэнте Викторино, уходя за пределы города в департамент Ланус.

## Галерея

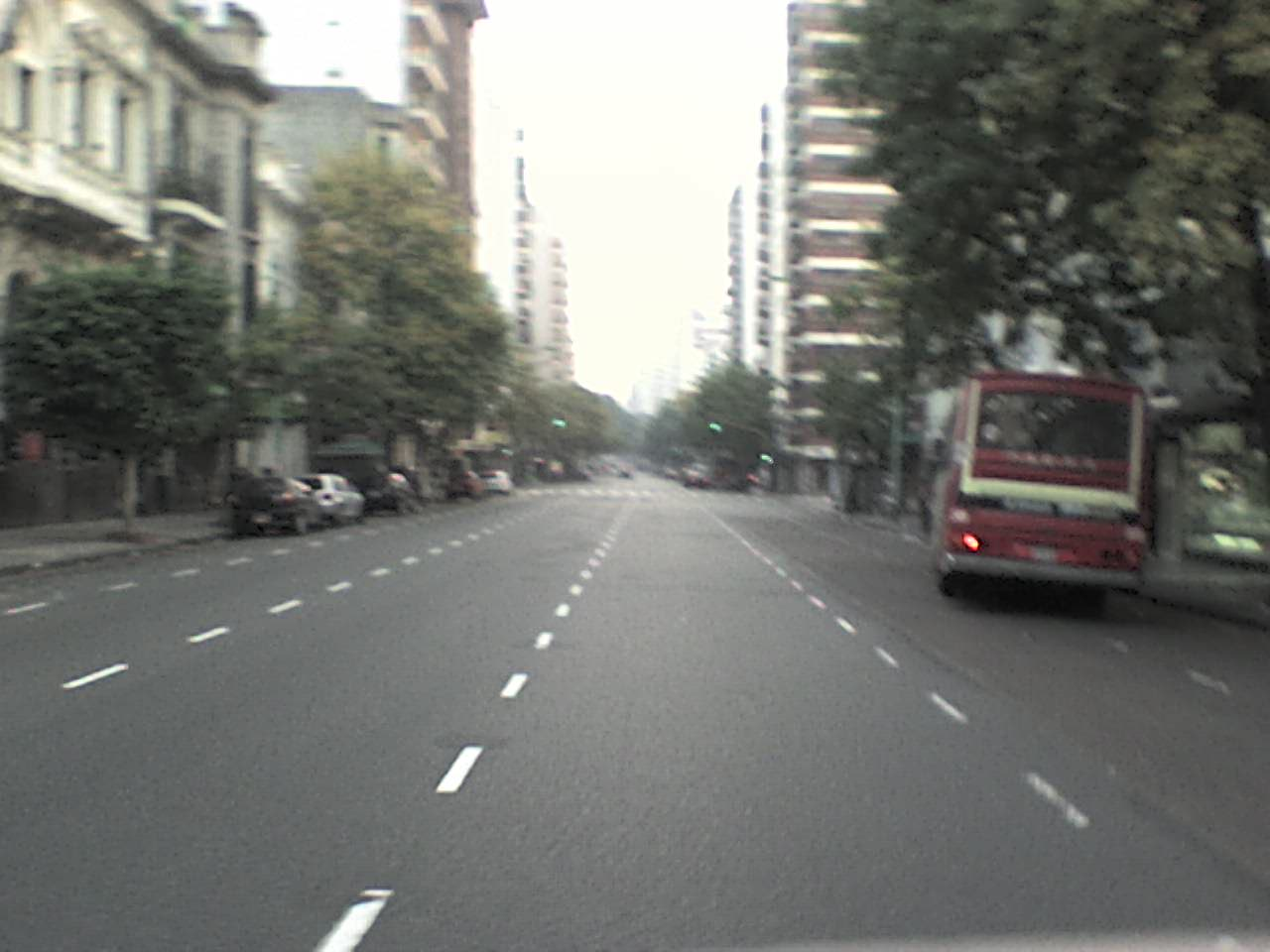
Авенида Энтре-Риос на пересечении Авенида Индепенденсия
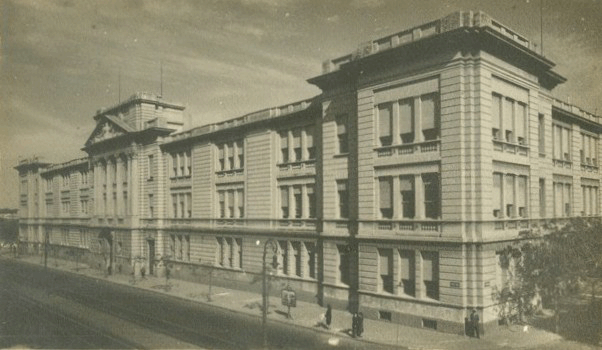
Школа Карлоса Пелегрини, угол Энтре-Риос и Кочабамбы
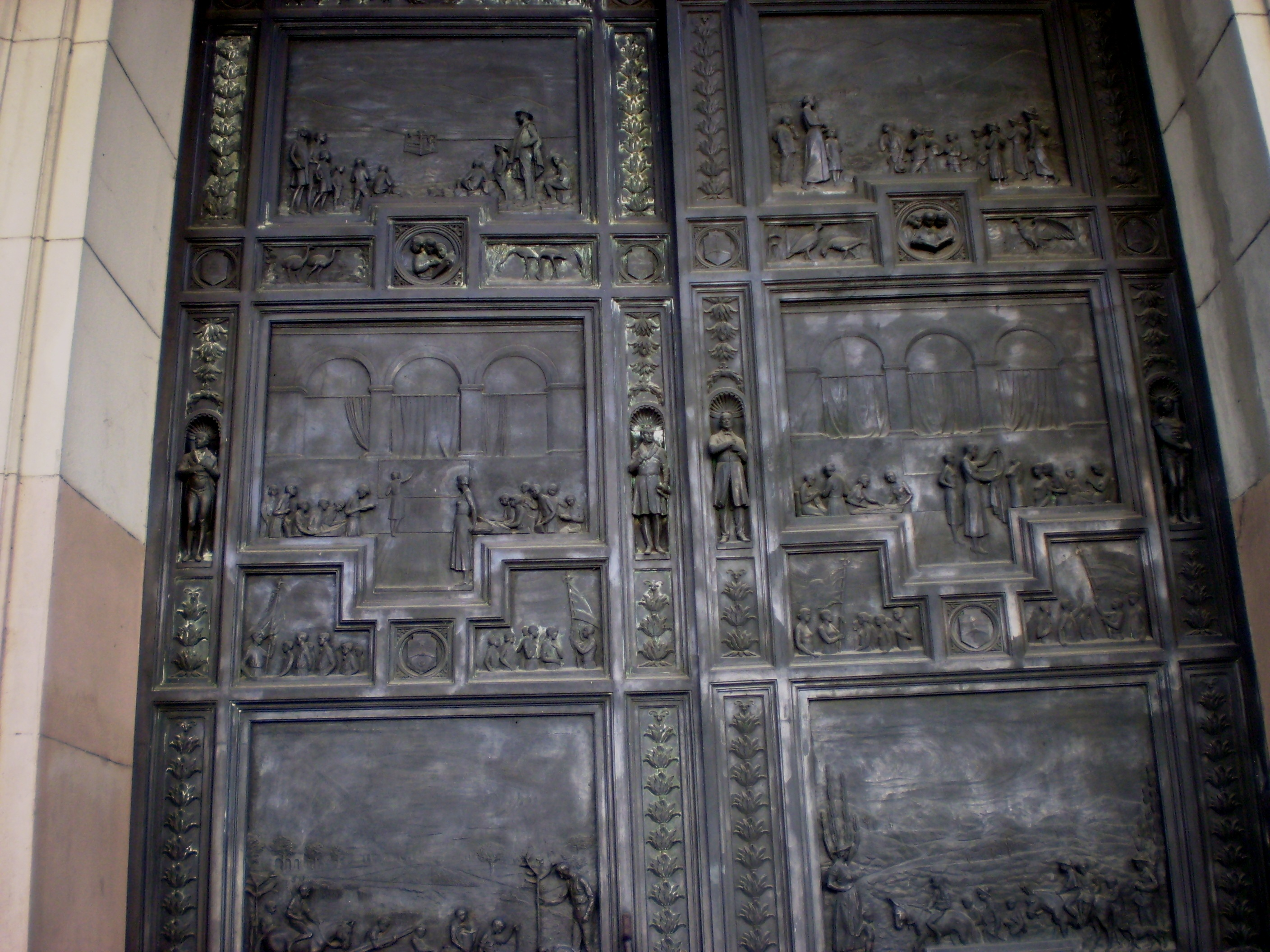
Памятная доска посвящённая Артуро Дреско